# Sprödporing
Sprödporing (Postia hibernica) är en svampart som först beskrevs av Berk. & Broome, och fick sitt nu gällande namn av Jülich 1982. Sprödporing ingår i släktet Postia och familjen Fomitopsidaceae.  Arten är reproducerande i Sverige. Inga underarter finns listade i Catalogue of Life.